# Villa Veličković à Niška Banja
La villa Veličković à Niška Banja (en serbe cyrillique : Вила апотекара Величковића у Нишкој Бањи ; en serbe latin : Vila apotekara Veličkovića u Niškoj Banji) se trouve à Niška Banja, sur le territoire de la ville de Niš et dans le district de Nišava, en Serbie. Elle est inscrite sur la liste des monuments culturels protégés de la république de Serbie (identifiant no SK 2063),.

## Présentation
La villa a été construite en 1935 pour le pharmacien Dragutin Veličković, avec des formes et des détails inhabituels dans l'architecture du sud-est de la Serbie. Elle a été réalisée selon un projet de l'ingénieur Cvetko Anđelković ; en revanche, sur la façade une inscription fait mention de l'ingénieur Đorđe Kovaljevski et l'on suppose qu'en tant que fonctionnaire de l'État Kovaljevski ne pouvait pas signer de projet privé sous son propre nom et qu'il a dû s'abriter derrière un ingénieur certifié comme Anđelković. En tout cas, l'auteur du projet a réussi à réaliser un bâtiment en modernisant des éléments historicistes, dans l'esprit de l'architecte Dragiša Brašovan construisant la villa Škarka 13 rue Deligradska, à Belgrade (1926-1927),. 

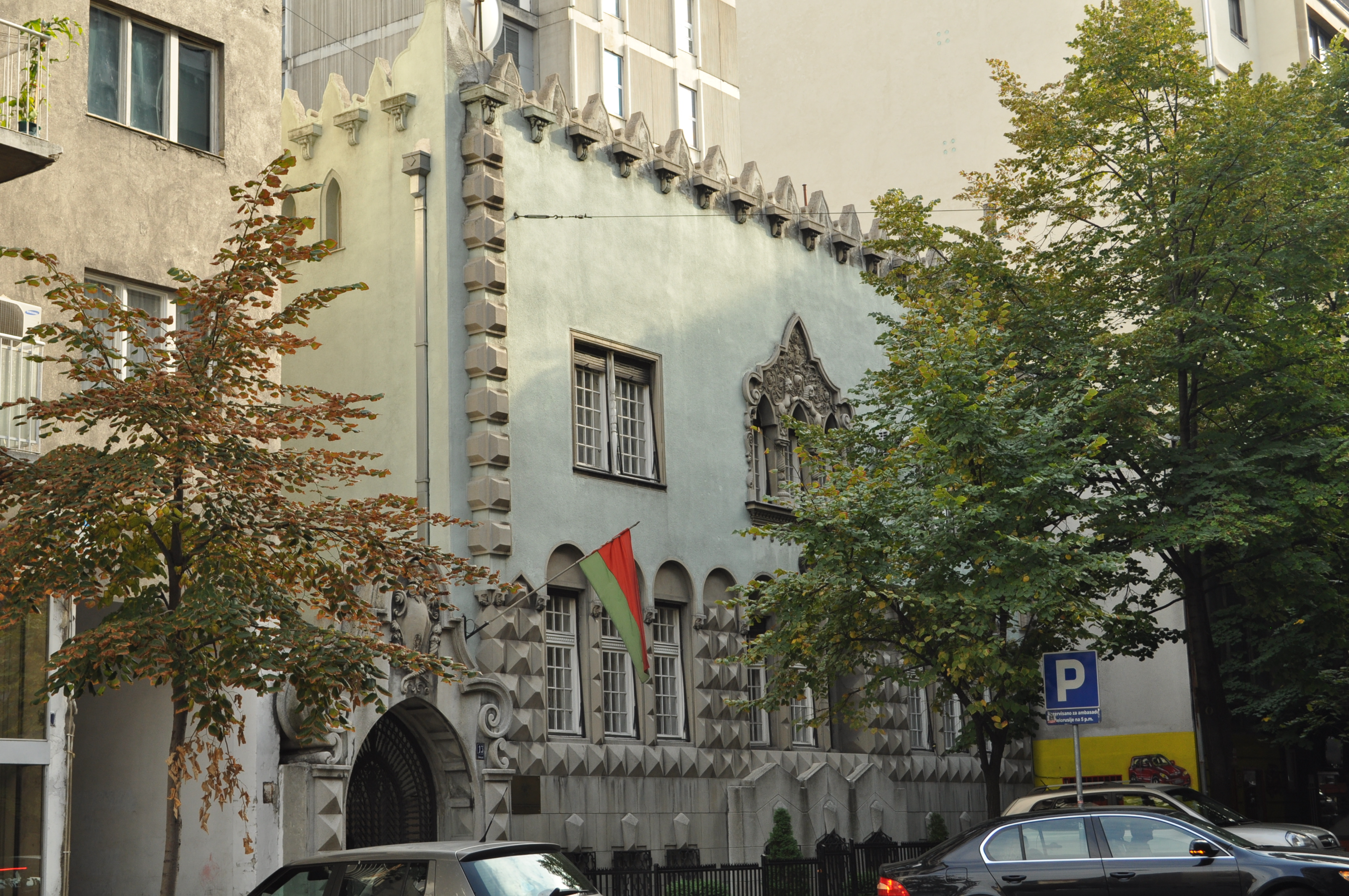
À titre de comparaison : la villa Škarka à Belgrade.

À Niška Banja, les façades sont dominées par les éléments horizontaux ; des éléments de modernité, sensibles dans la disposition des masses, se mêlent à la dimension académique de la structure d'ensemble. La façade principale, sur la rue, est ornée au rez-de-chaussée par des pointes de diamant et dotée d'une loggia centrale divisée en trois parties par des piliers massifs qui portent des arcs aveugles en plein cintre ; au niveau de cette loggia se trouve une porte centrale à deux vantaux et deux portes latérales à un vantail ; deux fenêtres sont placées symétriquement de chaque côté de la loggia. Au premier étage, la façade est ornée d'un balcon avec quatre piliers soutenant des arcs ; à cet étage, on trouve aussi une décoration en relief rectangulaire sur le mur des garde-corps et des rosaces au-dessus des fenêtres latérales. Le second étage se présente comme une sorte de tourelle dominée par un petit dôme très abaissé ; la décoration de cet étage s'organise à partir d'un trifore (fenêtre en trois parties) gothique, surmonté d'une frise à arcades gothiques et d'un toit pyramidal aux extrémités ; une grande terrasse entoure la tourelle.
L'entrée principale de la maison, d'aspect monumental, se trouve sur la façade latérale. Le concepteur du bâtiment a essayé de donner à toutes les façades un aspect différent, de sorte que la façade sur cour soit doté d'un porche avec une balustrade qui supporte un balcon.
L'espace intérieur de la maison, qui comptait 16 chambres, est marqué par un souci de modernité, conçu pour les besoins d'habitation d'une famille et, en même temps, pour les besoins professionnels des propriétaires, avec des locaux commerciaux. Le coût de la construction a eu comme conséquence l'ameublement plus modeste de l'ensemble.